# 普萊森特芒德 (伊利諾伊州)
普萊森特芒德（英語：Pleasant Mound）是位於美國伊利諾伊州邦德縣的一個非建制地區。該地的面積和人口皆未知。

## 地理
普萊森特芒德的座標為38°51′47″N 89°17′25″W / 38.86306°N 89.29028°W，而該地的平均海拔高度為174米（即571英尺）。